# Kama Sutra Records
Kama Sutra Records startades 1964 av Arthur "Artie" Ripp, Hy Mizrahi och Phil Steinberg som ett skivbolag. Det mest kända bandet som skivbolaget lanserade var The Lovin' Spoonful.